# Bertha Crowther
Bertha Crowther (Reino Unido, 3 de diciembre de 1921-8 de agosto de 2007) fue una atleta británica especializada en la prueba de pentatlón, en la que consiguió ser subcampeona europea en 1950.

## Carrera deportiva
En el Campeonato Europeo de Atletismo de 1950 ganó la medalla de plata en la competición de pentatlón, logrando un total de 3048 puntos, siendo superada por la francesa Arlette Ben Hamo (oro con 3204 puntos) y por delante de la checoslovaca Olga Modrachová (bronce con 3026 puntos).